# Étrappe
Étrappe ist eine französische Gemeinde mit 204 Einwohnern (Stand: 1. Januar 2022) im Département Doubs in der Region Bourgogne-Franche-Comté.

## Geographie
Étrappe liegt auf 400 m, drei Kilometer nördlich von L’Isle-sur-le-Doubs und etwa 17 Kilometer westlich der Stadt Montbéliard (Luftlinie). Das Dorf erstreckt sich auf einem leicht nach Süden geneigten Plateau der Kalkhochflächen nördlich des Doubstals.
Die Fläche des 2,92 km² großen Gemeindegebiets umfasst einen Abschnitt nördlich des Doubstals. Der zentrale Teil des Gebietes wird vom Plateau von Étrappe eingenommen, das durchschnittlich auf 410 m liegt. Es ist leicht nach Süden geneigt und ist überwiegend mit Acker- und Wiesland bestanden. Das gesamte Areal zeigt keine oberirdischen Fließgewässer, weil das Niederschlagswasser im verkarsteten Untergrund versickert. Die Hochfläche wird durch die Einschnitte zweier Trockentäler untergliedert, welche sich nach Süden zum Doubstal öffnen. Im Westen verläuft die Grenze auf dem Kamm des Bois de la Côtotte (410 m). Nach Norden erstreckt sich das Gemeindeareal bis auf die Höhen des Mont de Bellevoie (459 m) und des Mont du Bois des Roches, auf dem mit 463 m die höchste Erhebung von Étrappe erreicht wird.
Nachbargemeinden von Étrappe sind Onans im Norden, Médière im Osten, Appenans im Süden sowie Mancenans und Geney im Westen.

## Geschichte
Im Mittelalter gehörte Étrappe zum Gebiet der Herrschaft Grange, die im 14. Jahrhundert unter die Oberhoheit der Grafen von Montbéliard kam. Zusammen mit der Franche-Comté gelangte das Dorf mit dem Frieden von Nimwegen 1678 an Frankreich. Heute ist Étrappe Teil des Gemeindeverbandes Deux Vallées Vertes.

## Sehenswürdigkeiten
Im Ortskern sind verschiedene Bauernhäuser aus dem 17. und 18. Jahrhundert im charakteristischen Stil der Franche-Comté erhalten. Die Mühle, welche dem Kloster Les Trois Rois (früher Lieucroissant; bei Mancenans) gehörte, stellte ihren Betrieb 1852 ein.

## Bevölkerung
| Jahr                       | 1962 | 1968 | 1975 | 1982 | 1990 | 1999 | 2006 | 2016 |
| Einwohner                  | 72   | 67   | 100  | 160  | 165  | 161  | 177  | 213  |
| Quellen: Cassini und INSEE |      |      |      |      |      |      |      |      |

Mit 204 Einwohnern (Stand 1. Januar 2022) gehört Étrappe zu den kleinen Gemeinden des Départements Doubs. Nachdem die Einwohnerzahl in der ersten Hälfte des 20. Jahrhunderts deutlich abgenommen hatte (1881 wurden noch 156 Personen gezählt), wurde seit Beginn der 1970er Jahre wieder eine kontinuierliche Bevölkerungszunahme verzeichnet. Seither hat sich die Einwohnerzahl fast verdreifacht.

## Wirtschaft und Infrastruktur
Étrappe war bis weit ins 20. Jahrhundert hinein ein vorwiegend durch die Landwirtschaft (Ackerbau, Obstbau und Viehzucht) geprägtes Dorf. Noch heute leben die Bewohner zur Hauptsache von der Tätigkeit im ersten Sektor. Außerhalb des primären Sektors gibt es nur wenige Arbeitsplätze im Dorf. Einige Erwerbstätige sind auch Wegpendler, die in den umliegenden größeren Ortschaften ihrer Arbeit nachgehen.
Die Ortschaft liegt abseits der größeren Durchgangsstraßen. Die einzige Zufahrt erfolgt von L’Isle-sur-le-Doubs. Der nächste Anschluss an die Autobahn A36 befindet sich in einer Entfernung von ungefähr zehn Kilometern.